# مؤسسة مكافحة الفساد
مؤسسة مكافحة الفساد (بالروسية: Фонд борьбы с коррупцией)‏ (اختصاراً: (بالروسية: ФБК) (بالإنجليزية: FBK)‏) هي منظمة روسية غير ربحية مقرها في موسكو أسسها الناشط والسياسي أليكسي نافالني في عام 2011. هدفها الرئيسي هو التحقيق وكشف قضايا الفساد بين كبار المسؤولين في الحكومة الروسية، وقد اتهمت الحكومة بالانتقام منها ومن أعضائها عدة مرات بسبب تحقيقاتها. تُموّل المنظمة من خلال التبرعات الخاصة.
تنشر المؤسسة أيضًا أفلامًا على يوتيوب عن فساد المسؤولين الروس، مثل فيلم Chaika [الإنجليزية] وHe Is Not Dimon to You [الإنجليزية] وقصر بوتين.